# Lorenzo Olarte
Lorenzo Olarte Cullen (Puenteareas, 8 de diciembre de 1932-Las Palmas de Gran Canaria, 2 de febrero de 2024) fue un político español, presidente del Gobierno de Canarias entre 1988 y 1991.

## Biografía
Tras la prohibición de las corridas de toros en Cataluña, Olarte argumentó que la ley canaria de protección animal de 1991 no prohibía las corridas de toros en contra de lo que se consideraba.
En 2014 es nombrado Presidente Nacional de Ciudadanos de Centro Democrático (CCD).
Olarte ha recibido la Gran Cruz de San Raimundo de Peñafort, máxima condecoración para un jurista español, la Gran Cruz del Mérito Civil, creada por el rey español Alfonso XIII, reconoce los servicios de ciudadanos españoles y extranjeros en favor de España, la Gran Cruz del Mérito Militar, por su colaboración en la descolonización del antiguo Sahara español, la Alfonso X el Sabio, por su contribución al desarrollo de la Educación y el Gran Collar de las Islas Canarias, máxima distinción en Canarias.
Falleció el 2 de febrero de 2024.

## Cargos políticos desempeñados
- Procurador en Las Cortes franquistas (1974-1977)
- Presidente del Cabildo Insular de Gran Canaria (1974-1979)
- Consejero del Presidente del Gobierno (1977-1979)
- Presidente de la Caja Insular de Ahorros de Gran Canaria (1979-1980)
- Diputado por Gran Canaria en el Congreso de los Diputados (1979-1982)
- Presidente de la aerolínea pública Aviaco (1980-1982)
- Diputado por Gran Canaria en el Parlamento de Canarias (1983-1993)
- Vicepresidente del Gobierno de Canarias y Consejero de Presidencia (1987-1988)
- Presidente del Gobierno de Canarias (1988-1991)
- Diputado por Gran Canaria en el Congreso de los Diputados (1993-1995)
- Vicepresidente del Gobierno de Canarias y Consejero de Turismo (1995-1999)
- Diputado por Gran Canaria en el Parlamento de Canarias (1995-2003)